# Lead and Aether
Lead and Aether è il secondo album della band finlandese Skepticism pubblicato nel 1999 dalla Red Stream. La seconda traccia, The March and the Stream, è dedicata a Iia (1976 - 1996).

## Elenco Tracce
1. The Organium – 6:41
2. The March and the Stream – 10:35
3. The Falls – 8:44
4. Forge – 5:49
5. -Edges- – 6:11
6. Aether  – 9:47